# Błoń
Błoń (błr. i ros. Блонь) – agromiasteczko na Białorusi, w rejonie puchowickim obwodu mińskiego, około 58 km na południowy wschód od Mińska, nad rzeką Citewką  (dopływem Świsłoczy).

## Historia
Tutejsze włości były na początku XVIII wieku dziedzictwem rodu Baków. W XVIII wieku Błoń należała do powiatu mińskiego w województwie mińskim Ksiądz Józef Baka założył tu w 1745 roku placówkę misyjną nazwaną Missio Bakana. Placówka ta posiadała własny budynek (drewniany klasztor wybudowany w 1745 roku), fundusz i około pięciu misjonarzy. Ks. Baka był jej superiorem w latach 1741–1757 i rzadko ją opuszczał. Drewniany kościółek został przez niego wybudowany w 1742 roku albo w roku 1748. Po jego śmierci w 1780 roku majątek przeszedł na własność jezuitów, a po kasacie zakonów przez krótki czas był własnością ks. Ponińskiego, by wkrótce stać się własnością Ossowskich herbu Dołęga, aż do powstania stczyniowego. W ramach represji popowstaniowych Błoń została skonfiskowana i przekazana w 1868 roku rosyjskiemu urzędnikowi Józefowi Bończa-Osmołowskiemu. Kościółek nie istnieje od 1917 roku. W latach 1919–1920 Błoń znajdowała się pod zwierzchnictwem polskim, wszedłszy w skład gminy Puchowicze. Po wytyczeniu polskiej granicy wschodniej znalazła się na terenie ZSRR. Błoń od 1924 roku jest siedzibą sielsowietu.

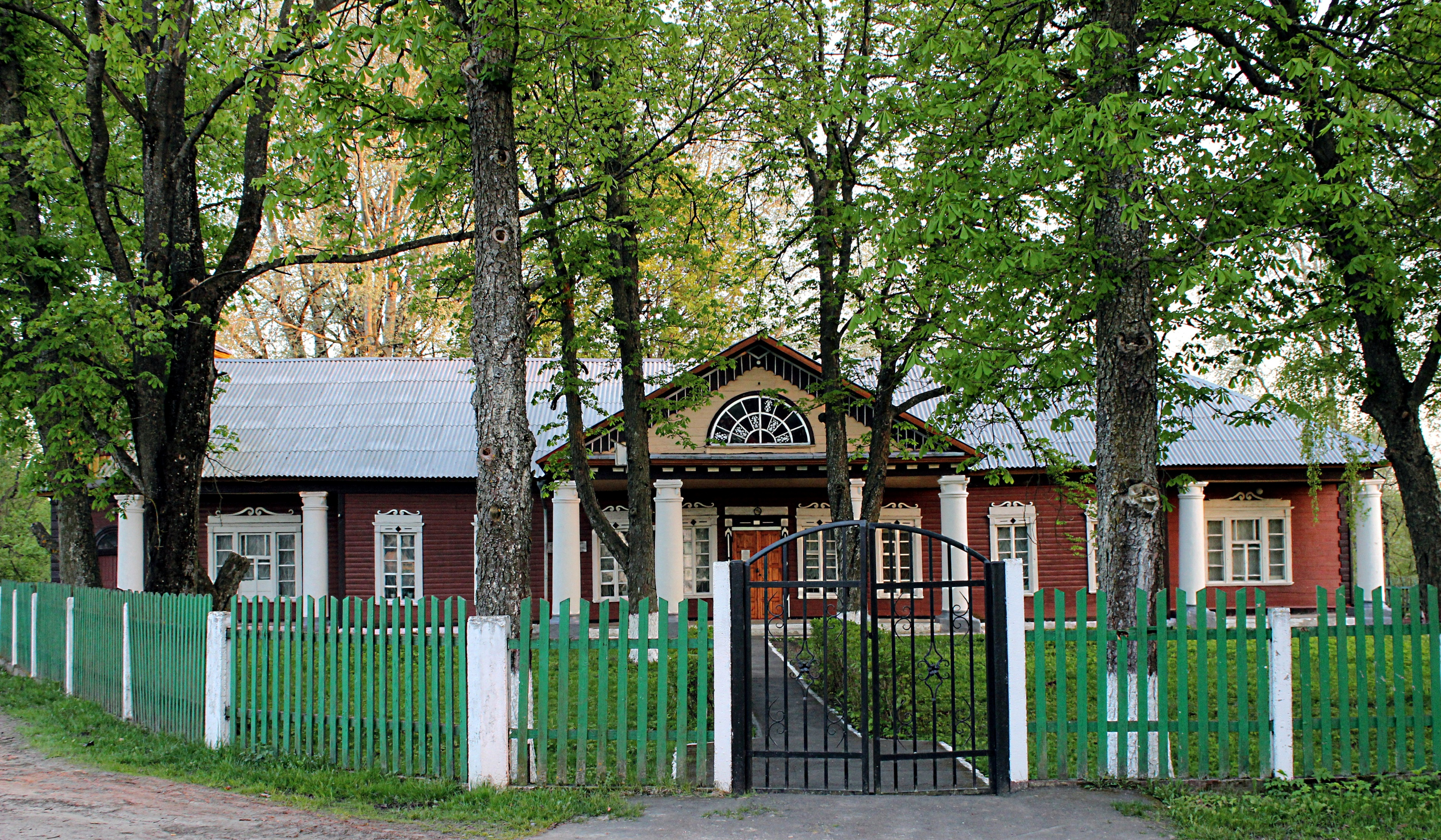
Dwór w Błoni, obecnie muzeum regionalnego krajoznawstwa

## Zabytki
- Klasztor wybudowany przez księdza Bakę miał nietypową formę dworu[3]. Budynek przetrwał liczne zawieruchy dziejowe i obecnie jest odrestaurowany i mieści się w nim regionalne muzeum krajoznawcze. Ogród otaczający dom pochodzi najprawdopodobniej z czasów Ossowskich[3].
- We wsi znajduje się również cerkiew św. Trójcy wybudowana w 1826 roku.